# Sandon (Hertfordshire)
Pour les articles homonymes, voir Sandon.
Sandon est une paroisse civile et un village du Hertfordshire, en Angleterre.